# Benedetta Bonichi
Benedetta Bonichi (Roma, Italia, 1968) artista contemporánea, hija del famoso pintor italiano Claudio Bonichi.

## Biografía
Benedetta Bonichi comenzó a exponer su obra artística en 2002. Tiene la Insignia de Plata del presidente italiano Carlo Azeglio Ciampi, para la difusión del arte contemporáneo italiano en el extranjero.
Para llevar a cabo sus obras de arte ha colaborado con importantes instituciones científicas y universidades en Italia y en el extranjero a partir de las cuales ha sido invitada a dar conferencias y clases magistrales.
Sus obras están permanentemente expuestas en museos y fundaciones de arte contemporáneo en Viena, Chipre, París, Nueva York, São Paulo de Brasil, Roma, Moscú, Atenas, Habana etc.

### Exposiciones destacadas
SOLO EXHIBITION, FAIRS AND BIENNALS
- 2023 MACAO - MUSEUM OF ART - INTERNATIONAL BIENNAL OF ART - Main Exhibition, Macao, curator Qiu Zhijie
- 2022 MUSEI PELUZZI BONICHI - La donna del Ritratto/Woman's Portrait, Italy
- 2022 TORNARECCIO -Omaggio a Pasolini2019 ROMA, MACRO Museo di Arte Contemporanea di Roma, Italy
- 2019 MACRO - MUSEO D'ARTE CONTEMPORANEA DI ROMA
- 2018 MAM - MUSEO D'ARTE MODERNA DI SAN PAOLO DEL BRASILE - MAM 70
- 2018 SAN PAOLO, MAM Museo de Arte Moderna, Brasil
- 2018 MUSEI PELUZZI BONICHI, Hommage, Italy
- 2017 SIRACUSA, Museo Bellomo, Italy
- 2016 PARIGI, LAB44 Gallery, Grance
- 2015 Roma, ROMA MACRO Museo di Arte Contemporanea di Roma, Italy
- 2015 BEIRUT, Beirut Art Fair Gallery Mark Hachem
- 2014 CHATEAU DE CAGNES SUR MER – Biennale UMAM, France
- 2014 UMAM, Biennale2013 SAN PAOLO, MAC Museo de Arte Contemporanea, Brasil
- 2013 NEW YORK, Bosi Contemporary, USA
- 2012 PESARO, Palazzo Vanvitelliano, Italy
- 2012 NEW YORK – Eros and Thanathos, Bosi Contemporary, USA
- 2011 HAVANA – Museo Wilfred Lam, Cuba
- 2011 ROMA, MACRO The Road to Contemporary Art, Italia2010 PARIGI – Galerie Italienne, Parigi
- 2010 BRUXELLES – Tricromia International Gallery, Belgio
- 2009 ROMA – Tricromia, Italia
- 2009 AMMAN – International Symposium of Art, Giordania
- 2009 NEW YORK – Photography Armory Show, USA
- 2008 ALESSANDRIA – Biennale di Fotografia, Italia
- 2008 GUADALAJARA – Museo Cultural Cabanas, Messico
- 2008 BERLINO – Preview Berlin Art Fair, Germania
- 2008 VERONA, Arte Fiera, Italia2007 BRUXELLES – Musèe de Radiologie, L’art et les Rayon-X, Belgio
- 2007 NEW YORK – Photography Armory Show, USA
- 2007 VENEZIA – Arsenale, Spazio Thetis, Italia
- 2007 BERLINO – Preview Berlin, Germania
- 2007 MIAMI – International Art Show, Miami beach, Florida
- 2006 BOLOGNA – Arte Fiera, Italia2006 NEW YORK – Italian Cultural Institute, USA
- 2006 ROMA – Galleria Tondinelli, Italia
- 2006 ROMA – Accademia delle Belle Arti, Italia
- 2006 NEW YORK – Keith De Lellis Gallery, USA
- 2005 LUBJANA – Castel Kodeljevo, Slovenia
- 2005 ROMA – Riparte, Italia
- 2005 MILANO – Flash Art, Italia
- 2005 NAPOLI – Riparte, Italia
- 2005 VERONA – Arte Fiera, Italia 2005
- 2004 SAN PAOLO – USP, Università di San Paolo, Brasile
- 2004 VIENNA – Austria Center Vienna, Austria
- 2004 CAIRO – 9th Cairo International Biennale, Special Guest, Egitto
- 2003 MILANO – Museo della Permanente, Italia2003 NICOSIA – Pharos Trust Foundation, Castelliotissa, Cipro
- 2003 ROMA – Palazzo Firenze, Italia
- 2003 SAN PAOLO – MAC, Museo di Arte Contemporanea, Brasile
- 2002 AREZZO – Galleria Comunale d’Arte Moderna e Contemporanea, Italia*

MOSTRE COLLETTIVE
2014 
SAN PAOLO – MAC USP – Fronteiras Incertas – for 50th annyversary of Museum of Contemporary Art, Brasil
2013
MONCHIERO, Museo Peluzzi, Italia
NICE – Galerie Lafayette, France
BECHEREL, Maison du livre – Jean Cocteau et les mots, Francia
NEW YORK – Head – Bosi Contemporary – USA
NICE – Galerie Lafayette, France
ROMA, StudioS ArteContemporanea, Italia
TORINO – Palazzo Barolo, Amore e Psiche, Italia
2012 
DETROIT – Damned V – USA
PARIGI – Musée du Montparnasse, Francia
SAN PAOLO – MAC USP, Brasile
PARMA, Jean Cocteau – Poésie de Théatre
2011 
VIGOLENO, Torre del Mastio, Italia
MILANO – MC2 Gallery, Italia
PARIGI – Galerie Italienne, Francia
ROMA – Studio S, Italia
2010 
ROMA – Museo Crocetti, Italia
MANTOVA – Castello di Sabbioneta, Italia
SANTIAGO DEL CILE – Italidea, Cile
SAN PAOLO – Italidea, Brasile
2009 
LONDRA – British Institute, Regno Unito
BUENOS AIRES – Italidea, Argentina
MANCHESTER – BIR, Regno Unito
CITTA’ DEL MESSICO – Museo di Sant’ Ildefonso, Messico
2008 
MONTEPULCIANO – Palazzo Bellarmino, Italia
ROMA – Museo Crocetti, Italia
SITGES – Museo d’Arte Contemporanea, Spagna
MADRID – Jardin Botanico, Universidad Complutense
PAVULLO – Galleria d’Arte Contemporanea
BERLINO – ArtMbassy Gallery, Germania
CITTA’ DEL MESSICO – Museo di Sant’ Ildefonso, Messico
MILANO – Palazzo delle Stelline, Italia
SAN PIETROBURGO – RME Museum, Federazione Russa
SEVILLA – Fundaciòn Tres Culturas del Mediterràneo, Spagna
BERLINO – ArtMbassy Gallery, Germania
MONTEPULCIANO – Palazzo Bellarmino, Italia
LUCCA – Fondazione Ragghianti
2007 
ATENE – Museo Cristiano e Bizantino, Grecia
TIRANA – Galleria Nazionale d’Arte Moderna, Albania
FERRARA – Museo di Cento e Ferrara, Italia
ROMA – Museo di Villa Doria Pamphilj, Italia
GRUMELLO – Castello di Grumello, Italia
RIPA TEATINA – Ex Convento di Santa Maria della Pietà
MONTECARLO – Atrium Casinò’, Principato di Monaco
LIMASSOL – Evagoras & K. Lunitis Foundation,Limassol, Cipro
FRANCAVILLA – Museo Michetti, Italia
NEW YORK – Keith De Lellis Gallery, USA
BOLOGNA – Castello Sforzesco, Dozza, Italia
SIRACUSA – Museo Bellomo, Italia
FERRARA – Museo Etnografico, Italia
BIELLA – Galleria Zaion, Italia
2006 
PARIGI – Musèe de Quai de Branly, Francia
FRANCAVILLA – Museo Michetti, Italia
ROMA – Il Segno Contemporaneo, Italia
FIRENZE – Anima digitale, Fortezza da Basso, Italia
PORDENONE – Palazzo della Provincia, Italia
2005 
ROMA – Complesso del Vittoriano, Italia
CHIAVENNA – Palazzo Pretorio, Italia
FRANCAVILLA – Museo Michetti
ROMA – manifestazione in Piazza Navona, Italia
2004 
ROMA – Studio S Galleria Arte Contemporanea, Italia
ROMA – Galleria Tondinelli, Italia
LUCCA – Palazzo Ducale, Italia
PAVULLO – Galleria d’Arte Contemporanea
ROMA – Tempio di Adriano, Italia
OPERE IN COLLEZIONI PUBBLICHE E MUSEI
- MAC – Museo d’Arte Contemporanea – San Paolo, Brasile
- MACRO – Museo d’Arte Contemporanea di Roma, Italia
- ARCHIVIO DI STATO – Parma, Italia
- PHAROS TRUST FOUNDATION – Nicosia, Cipro
- MUSEO WILFREDO LAM – Havana, Cuba
- GALLERIA COMUNALE D’ARTE MODERNA E CONTEMPORANEA – Arezzo, Italia
- CASTELLO SFORZESCO DI DOZZA – Bologna, Italia
- MUSEO BELLOMO, Siracusa, Italia

## Obra
Intelectuales contemporáneos han elogiado su obra artística donde convergen los avances tecnológicos y la más pura tradición pictórica italiana de los blancos y la simetría, como el escritor español Baltasar Porcel diciendo de ella en un artículo titulado "Benedetta Bonichi nel secondo regno" publicado en Barcelona en junio de 2003:
"Hay otro elemento clave en la labor de Benedetta Bonichi, que, básicamente, es lo que nos da la verdadera medida de su grandeza: el estilo, la estilización. En primer lugar, con el lienzo, trabajó sólo con el color blanco y con pocos detalles. Ahora, con los rayos X, utiliza sólo negro y algunas siluetas. Y todo siempre es lindo, claro, riguroso, una especie de geometría espiritual del arte. La fuerza del barroco sin sus miles de oropeles y contorsiones."

## Enlaces
Referencia imprescindible de Benedetta Bonichi. «www.toseeinthedarrk.it». Consultado el 8 de julio de 2008.
«Italian Cultural Institute of New York». Archivado desde el original el 23 de mayo de 2010. Consultado el 8 de julio de 2008.